# マーティン・ガードナー
マーティン・ガードナー (英語: Martin Gardner、1914年10月21日 - 2010年5月22日) は、アメリカ合衆国の数学者、著述家、アマチュア手品師。科学的懐疑論者であり、疑似科学・超常現象批判でも知られている。生涯に70冊以上もの著作を遺した。

## 人物
オクラホマ州タルサ出身。
『サイエンティフィック・アメリカン』 (日本版は『日経サイエンス』) 誌上で1956年～1981年まで25年に渡って連載したコラム「数学ゲーム」で著名。抜き打ちテストのパラドックスもこのコラムで初めて紹介された。オーソドックスな数理パズルからブロックパズル・チェスやオセロなどのボードゲーム・パラドクス・数学の最新のテーマのわかりやすい解説などで、幅広い層の読者に人気を博した。
また『アイザック・アシモフズ・SFマガジン』に、1970年代後期～1980年代初期に「パズル」のコラムを書いた。さらに、疑似科学・超常現象を批判的に研究するアメリカの団体CSICOP（サイコップ）の会員であり、CSICOPの機関紙『スケプティカル・インクワイラー』に1983年から2002年まで、コラム「フリンジ・ウォッチャーのノート」（最初は「サイ・ウォッチャーのノート」）を連載した。
著書には疑似科学・超常現象を扱ったものも多く1952年の『奇妙な論理』は現代懐疑論の古典とされている。
1987年スティール賞受賞。2010年5月22日に逝去。95歳没。彼の功績を称えて、小惑星 (2587) ガードナーが彼の名を取り命名されている。

## 著書

### 原著
- In the Name of Science. G. P. Putnam's Sons. (1952) - 日本語版『奇妙な論理』の原著。
- Fads and Fallacies in the Name of Science. Dover. (1957). ISBN 0-486-20394-8 - In the Name of Science の増補改訂版。

### 単著
- 『マッチの即席奇術』力書房編集部訳、力書房、1958年。
- 『数学マジック』金沢養訳、白揚社、1959年。
- 『現代の娯楽数学 新しいパズル・マジック・ゲーム』金沢養訳、白揚社、1960年。
- 『食後のびっくり科学 科学パズルで遊ぼう』山崎義周訳、白揚社、1964年。
- 『100万人の相対性理論』金子務訳、白揚社、1966年。
- 『新しい数学ゲームパズル』金沢養訳、白揚社、1966年。
- 『自然界における左と右』坪井忠二・小島弘共訳、紀伊国屋書店、1971年。
- 『宇宙パズル パズルで覚える天文学』金子務訳、白揚社、1972年。
- 『数学ゲーム』 1巻、高木茂男訳、講談社〈ブルーバックス B-248〉、1974年10月。
- 『数学ゲーム』 2巻、高木茂男訳、講談社〈ブルーバックス〉、1974年。
- 『数学カーニバル』一松信訳、紀伊国屋書店、1977年7月。
- 『メイトリックス博士の驚異の数秘術』一松信訳、紀伊国屋書店、1978年10月。
- 『数学ゲーム I』一松信訳、日経サイエンス〈別冊サイエンス-SCIENTIFIC AMERICAN 日本版-24〉、1979年4月。
- 『数学魔法館』一松信訳、東京図書、1979年6月。
- 『数学魔法館』 続、一松信訳、東京図書、1979年6月。
- 『数学魔法館』 続々、一松信訳、東京図書、1979年9月。
- 『数学ゲーム II』赤攝也・赤冬子訳、日経サイエンス〈別冊サイエンス-SCIENTIFIC AMERICAN 日本版-31〉、1980年5月。
- 『おもしろい数学パズル』 1巻、金沢養訳、社会思想社〈現代教養文庫 1026〉、1980年8月。
- 『奇妙な論理 だまされやすさの研究』市場泰男訳、社会思想社〈そしおぶつくす〉、1980年9月。 - In the Name of Scienceの全25章中11章を翻訳。
- 『マーチン・ガードナーの暗号で遊ぶ本』岸田孝一・上田克之共訳、自然社、1980年12月。
- 『数学ゲーム III』一松信訳、日経サイエンス〈別冊サイエンス-SCIENTIFIC AMERICAN 日本版-36〉、1981年2月。
- 『おもしろい数学パズル』 2巻、金沢養訳、社会思想社〈現代教養文庫 1027〉、1981年2月。
- 『ガードナーの数学サーカス』高山宏訳、東京図書、1981年4月。
- 『マーチン・ガードナーのパズル・コレクション』ラズロ・クビニ画、芦ケ原伸之・中島紀忠訳、東京図書、1981年9月。
- 『数学ゲーム IV』大隈正訳、日経サイエンス〈別冊サイエンス-SCIENTIFIC AMERICAN 日本版-51〉、1982年5月。
- 『SFパズル』上島建吉訳、紀伊国屋書店、1982年5月。
- 『Aha！ゴッチャ ゆかいなパラドックス』竹内郁雄訳、日経サイエンス、1982年11月。ISBN 4-532-06231-4。
- 『Aha！insight ひらめき思考』 1巻、島田一男訳、日経サイエンス社、1983年6月。ISBN 4-532-06235-7。
- 『Aha！insight ひらめき思考』 2巻、島田一男訳、日経サイエンス社、1983年6月。ISBN 4-532-06236-5。
- 『奇妙な論理　だまされやすさの研究』市場泰男訳、社会思想社〈現代教養文庫 1288〉、1989年2月。ISBN 4-390-11288-0。 - そしおぶつくす版『奇妙な論理』の復刊。
- 『スフィンクスの謎 ガードナーの数学パズル』黒田耕嗣訳、丸善、1989年7月。ISBN 4-621-03392-1。
- 『奇妙な論理　空飛ぶ円盤からユリ・ゲラーまで』 2巻、市場泰男訳、社会思想社〈現代教養文庫 1426〉、1992年3月。ISBN 4-390-11426-3。 - 『奇妙な論理』第1巻とは別の11章を翻訳。第4章、第6章、第8章は未訳。
- 『自然界における左と右』坪井忠二ほか訳、紀伊国屋書店、1992年5月。ISBN 4-314-00576-9。
- 『ペンローズ・タイルと数学パズル』一松信訳、丸善〈ガードナー数学ギャラリー〉、1992年7月。ISBN 4-621-03731-5。
- 『落し戸暗号の謎解き』一松信訳、丸善〈ガードナー数学ギャラリー〉、1992年7月。ISBN 4-621-03732-3。
- 『メイトリックス博士の生還』一松信訳、丸善〈ガードナー数学ギャラリー〉、1992年7月。ISBN 4-621-03733-1。
- 『相対性理論が驚異的によくわかる』金子務訳、白揚社、1992年10月。ISBN 4-8269-0050-3。 - 『100万人の相対性理論』(1966年)の改訂新版。
- 『アリストテレスの輪と確率の錯覚　ガードナーの数学ゲーム・コレクション』一松信訳、日経サイエンス社、1993年3月。ISBN 4-532-52019-3。
- 『フラクタル音楽　ガードナー数学マジック』一松信訳、丸善、1996年3月。ISBN 4-621-04176-2。
- 『超能力と確率　ガードナー数学マジック』一松信訳、丸善、1996年4月。ISBN 4-621-04177-0。
- 『円周率と詩　ガードナー数学マジック』一松信訳、丸善、1996年5月。ISBN 4-621-04178-9。
- 『ガードナーのおもしろ科学実験』アンソニー・ラビエリ挿画、秋山仁監訳、川北真由美・松永清子訳、東海大学出版会、1997年8月。ISBN 4-486-01396-4。
- 『ルイス・キャロル遊びの宇宙』門馬義幸・門馬尚子訳、白揚社、1998年2月。ISBN 4-8269-0081-3。
- 『数学マジック』金沢養訳、白揚社、1999年10月。ISBN 4-8269-5103-5。
- 『マーチン・ガードナー・マジックの全て　マーチン・ガードナー・プレゼンツ』壽里竜訳、東京堂出版、1999年2月。ISBN 4-490-20372-1。
- 『自然の原理を知る手品　念力モーターも霊感当てもホントは手品だ』芦ヶ原伸之監訳、講談社〈ブルーバックス B-1354〉、2001年12月。ISBN 4-06-257354-7。
- 『マーチン・ガードナー・マジックの全て　マーチン・ガードナー・プレゼンツ』 続、壽里竜訳、東京堂出版、2002年3月。ISBN 4-490-20458-2。
- 『奇妙な論理　だまされやすさの研究』 1巻、市場泰男訳、早川書房〈ハヤカワ文庫 NF〉、2003年1月。ISBN 4-15-050272-2。 - 現代教養文庫版『奇妙な論理』第1巻の復刊。
- 『奇妙な論理　なぜニセ科学に惹かれるのか』 2巻、市場泰男訳、早川書房〈ハヤカワ文庫 NF〉、2003年2月。ISBN 4-15-050273-0。 - 現代教養文庫版『奇妙な論理』第2巻の復刊。
- 『インチキ科学の解読法　ついつい信じてしまうトンデモ学説』太田次郎監訳、光文社、2004年8月。ISBN 4-334-96170-3。
- 『ガードナーの相対性理論入門』金子務訳、白揚社、2007年12月。ISBN 978-4-8269-0141-3。 - 『相対性理論が驚異的によくわかる』(1992年)の改題新装版。
- 『ガードナー傑作選集　ゲーム、パズル、マジックで知る娯楽数学の世界　楽しみながら知性の鍛錬』阿部剛久・井戸川知之・藤井康生訳、森北出版、2009年4月。ISBN 978-4-627-01881-5。
- 『ひらめき思考』 1巻、島田一男訳、日本経済新聞出版社、2009年10月。ISBN 978-4-532-16715-8。 - 『Aha！insight ひらめき思考』1巻(1983年)の復刊。
- 『ゆかいなパラドックス』 1巻、竹内郁雄訳、日本経済新聞出版社、2009年10月。ISBN 978-4-532-16716-5。 - 『Aha！ゴッチャ ゆかいなパラドックス』(1982年)の復刊。
- 『ひらめき思考』 2巻、島田一男訳、日本経済新聞出版社、2009年11月。ISBN 978-4-532-16720-2。 - 『Aha！insight ひらめき思考』2巻(1983年)の復刊。
- 『ゆかいなパラドックス』 2巻、竹内郁雄訳、日本経済新聞出版社、2009年12月。ISBN 978-4-532-16724-0。
- 『マーチン・ガードナーの数学ゲーム I』一松信訳（新装版）、日経サイエンス〈別冊日経サイエンス-SCIENTIFIC AMERICAN 日本版-176〉、2010年12月。ISBN 978-4-532-51176-0。 - 『数学ゲーム I』の新装版。
- 『マーチン・ガードナーの数学ゲーム II』赤攝也・赤冬子訳（新装版）、日経サイエンス〈別冊日経サイエンス-SCIENTIFIC AMERICAN 日本版-182〉、2011年12月。ISBN 978-4-532-51182-1。 - 『数学ゲーム II』の新装版。
- 『マーチン・ガードナーの数学ゲーム III』一松信訳（新装版）、日経サイエンス〈別冊日経サイエンス-SCIENTIFIC AMERICAN 日本版-190〉、2013年2月。ISBN 978-4-532-51190-6。 - 『数学ゲーム III』の新装版。
- 『ガードナーの数学パズル・ゲーム』岩沢宏和・上原隆平監訳、日本評論社〈完全版 マーティン・ガードナー数学ゲーム全集 1〉、2015年4月。ISBN 978-4-535-60421-6。
- 『ガードナーの数学娯楽』岩沢宏和・上原隆平監訳、日本評論社〈完全版 マーティン・ガードナー数学ゲーム全集 2〉、2015年4月。ISBN 978-4-535-60422-3。
- 『ガードナーの新・数学娯楽』岩沢宏和・上原隆平監訳、日本評論社〈完全版 マーティン・ガードナー数学ゲーム全集 3〉、2016年4月。ISBN 978-4-535-60423-0。
- 『ガードナーの予期せぬ絞首刑』岩沢宏和・上原隆平監訳、日本評論社〈完全版 マーティン・ガードナー数学ゲーム全集 4〉、2017年5月。ISBN 978-4-535-60424-7。

### 編著
- サム・ロイド 著、マーチン・ガードナー編 編『サム・ロイドの数学パズル』 1巻～3巻、田中勇訳、白揚社、1965-1966。
- ルドフ・カルナップ 著、マーチン・ガードナー編 編『物理学の哲学的基礎　-科学の哲学への序説-』沢田允茂・中山浩二郎・持丸悦朗訳、岩波書店、1968年。
- ヘンリー・アーネスト・デュードニー 著、マーチン・ガードナー編 編『パズル傑作集』藤村幸三郎注訳、河出書房新社、1969年。
- ルイス・キャロル『不思議の国のアリス』マーチン・ガードナー注、石川澄子訳、東京図書、1980年4月。ISBN 4-489-01219-5。
- ルイス・キャロル『鏡の国のアリス』マーチン・ガードナー注、高山宏訳、東京図書、1980年10月。ISBN 4-489-01085-0。
- ルイス・キャロル『新注 不思議の国のアリス』マーティン・ガードナー注、高山宏訳、東京図書、1994年9月。ISBN 4-489-00446-X。
- ルイス・キャロル『新注 鏡の国のアリス』マーティン・ガードナー注、高山宏訳、東京図書、1994年9月。ISBN 4-489-00447-8。